# Kanelårta
Kanelårta (Spatula cyanoptera) är en fågel i familjen änder inom ordningen andfåglar som förekommer i Nord- och Sydamerika. Fågeln har påträffats i Europa, däribland Sverige, men det rör sig sannolikt om fåglar förrymda ur fångenskap. Arten är mycket nära släkt med likaledes amerikanska arten blåvingad årta. IUCN kategoriserar den som livskraftig.

## Utseende
Kanelårtan är en medelstor and med en kroppslängd på 38-48 centimeter. Både hona och hane har en grön vingspegel och liksom nära släktingarna skedand och blåvingad årta ett klarblått fält på vingtäckarna på vingens ovansida. Hanen är helt rödbrun med mörkare rygg och hjässa. Honan är lik blåvingad årta men är mer rödtonad och huvudet är mindre kontrastrikt tecknat.

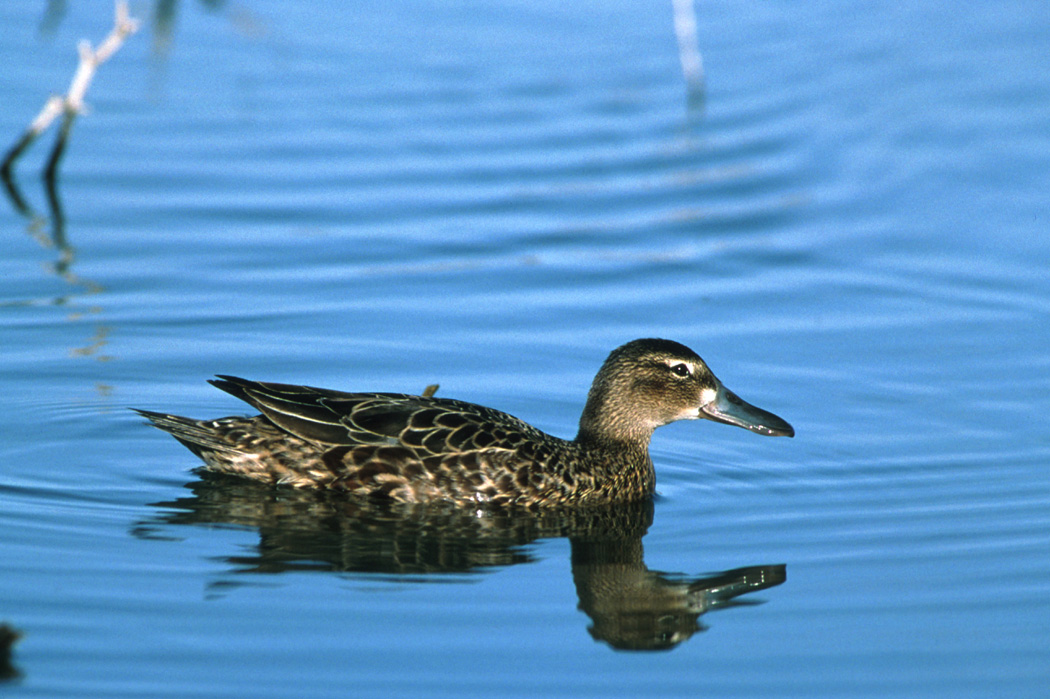
Adult hona
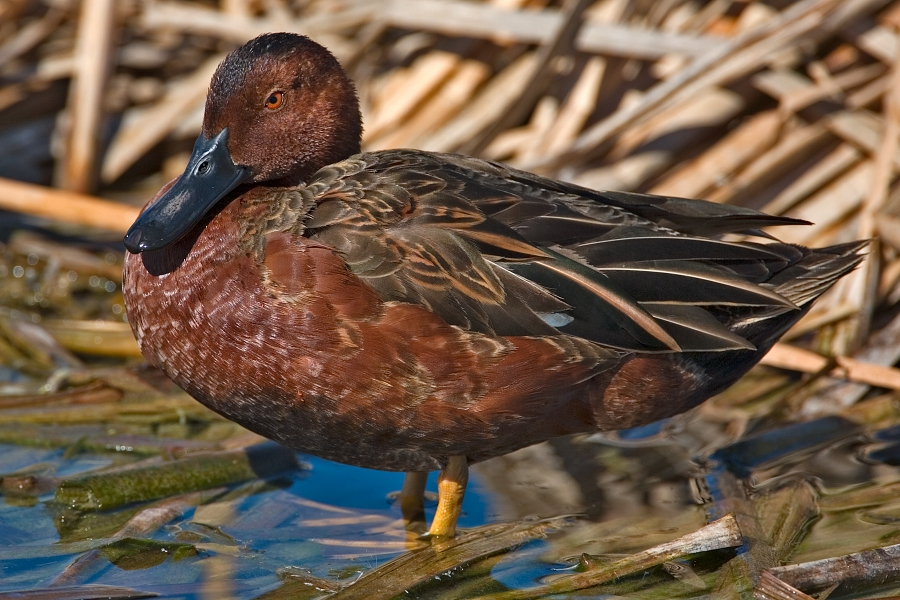
Hane
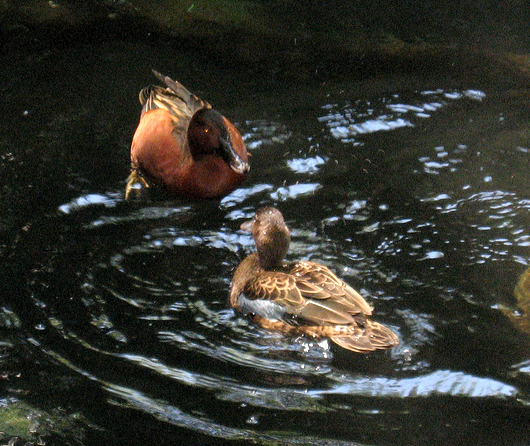
Par

## Läten
Hanens spelläte är ett torrt tjattrande "gredek gredek". Honans läte liknar blåvingad årta, ett hest och grovt kvackande.

## Utbredning och systematik
Arten delas upp i fem underarter med följande utbredning:
- Spatula cyanoptera septentrionalium – förekommer från British Columbia till nordvästra Mexiko och övervintrar i nordvästra Sydamerika
- Spatula cyanoptera tropica – förekommer i Cauca och Magdalenafloddalen i Colombia
- Spatula cyanoptera borreroi – förekommer i östra Anderna i Colombia
- Spatula cyanoptera orinomus – förekommer på Altiplano från Peru och Bolivia till norra Chile
- Spatula cyanoptera cyanoptera – förekommer från södra Peru och södra Brasilien till Eldslandet och Falklandsöarna

Kanelårtan påträffas till och från i Europa, men alla fynd hittills har bedömts härröra från förrymda fåglar, däribland de i Sverige.

### Släktestillhörighet
Tidigare placerades arten i släktet Anas, men genetiska studier visar att arterna i släktet inte är varandras närmaste släktingar. En grupp arter där kanelårta ingår står istället närmare de sydamerikanska änderna i släktena Lophonetta, Amazonetta, Speculanas och Tachyeres. Sedan 2017 bryts därför denna grupp ut i ett eget släkte, Spatula, av de internationellt ledande taxonomiska auktoriteterna. Svenska BirdLife Sveriges taxonomikommitté följde efter 2022.

## Levnadssätt
Kanelårtan hittas i olika typer av grunda söt- eller brackvattensvåtmarker med riklig växtlighet. Födan består av frön, rötter och väztdelar, kompletterat med ryggradslösa djur. Häckningssäsongen varierar geografiskt.

## Status och hot
Arten har ett stort utbredningsområde och en stor population, men tros minska i antal, dock inte tillräckligt kraftigt för att den ska betraktas som hotad. IUCN kategoriserar därför arten som livskraftig (LC).

## Namn
Kanelårtans vetenskapliga artnamn cyanoptera betyder "blåvingad".